# 葛原大陽
葛原 大陽（くずはら ひろあき、1983年6月14日 - ）は、徳島県阿南市出身の競艇選手で元オートバイレーサー。レーサーの葛原稔永とは兄弟。

## 略歴

### オートバイレーサー時代
- 9歳で日本モーターサイクルスポーツ協会（MFJ）のLライセンスを取得。徳島カートランドでミニバイクレースデビュー。
- 鈴鹿サーキットレーシングスクール（SRS）出身。2002年に本田技研工業株式会社に入社。同社浜松製作所の社内レーシングチーム・ホンダ浜松エスカルゴに所属し、全日本ロードレース選手権・GP125クラスに参戦する。
- 2002年5月25日の全日本ロードレース選手権第4戦・鈴鹿スーパーバイク200kmレース・GP125クラスでポールポジションスタートの青山周平（ホンダ）、井手敏男（ヤマハ）、菊池寛幸（ホンダ）らと激しいバトルを繰り広げベテラン菊池を僅かにコンマ004秒の差でかわし、キャリア初表彰台となる3位を獲得した。その年の2002年FIM世界耐久選手権第4戦・コカ・コーラ鈴鹿8時間耐久ロードレース（8月4日決勝）では、ホンダVTR-SP2で浜松エスカルゴの名倉嘉一と組み初出場。総合21位。
- 2003年にワイルドカードにより国際モーターサイクリズム連盟（FIM）ロードレース世界選手権GP125クラスにスポット参戦。
- 2005年は本田技研工業を退社し、前年度チャンピオンの仲城英幸を擁する名門・Jhaレーシングに移籍して全日本ロードレース選手権参戦。第8戦（ツインリンクもてぎ、10月30日決勝）で全日本初勝利を上げる。2位の2005年度チャンピオン・菊池寛幸（ホンダ）、3位の2004年度チャンピオン・仲城英幸（ホンダ）らとの激しいバトルを制した。菊池と仲城は鈴鹿レーシングスクールで講師であり、大陽とは師弟という関係。菊地は大陽が自分と同じレースで勝ち、教え子の成長に感無量のコメントを残した。
- 2006年は、イタリア選手権のGP125クラスに参戦する。

### ボートレーサー転向後
- 2008年日本モーターボート競走会が募集した第106期選手養成員入学試験に兄稔永と共に特別試験枠で合格。
- 2009年4月に「やまと競艇学校」に入学、1年間の合宿訓練を経て2010年3月に卒業。登録番号4596。第106期。
- 2010年5月1日、鳴門競艇場で初出走。
- 2010年6月6日、住之江競艇場でデビュー後2節目・通算17走目で初勝利。

## 戦績
- 9歳 - ミニバイクレースデビュー
- 1997年 - 鈴鹿サンデーロードレースGP80ランキング4位
  - TIロードレースGP80ランキング6位
- 1998年 - 鈴鹿サンデーロードレースGP80参戦
  - TIロードレースGP80ランキング3位
- 2000年 - 鈴鹿サンデーロードレースGP125ランキング3位
  - ウェストエリアGP125ランキング6位
- 2001年 - ウェストエリアGP125ランキング5位
  - 全日本ロードレース選手権GP125ランキング25位（鈴鹿大会7位）
- 2002年 - 全日本ロードレース選手権GP125ランキング26位
  - 鈴鹿8時間耐久ロードレース21位
- 2003年 - 全日本ロードレース選手権GP125ランキング11位
- 2004年 - 全日本ロードレース選手権GP125ランキング19位
- 2005年 - 全日本ロードレース選手権GP125ランキング10位
- 2006年 - ロードレースイタリア選手権参戦